# Cratere Amon
Amon è un cratere sulla superficie di Ganimede.